# Wenekata III
Wenekata III (ur. ?, zm. 1642) – król Widżajanagaru z dynastii Arawidów.
Panował w latach 1630–1642. Czasy jego rządów to okres powolnego rozpadu państwa.

## Literatura
- Wenekata III, [w:] M. Hertmanowicz-Brzoza, K. Stepan, Słownik władców świata, Kraków 2005, s. 808.